# Puente das Carvalhas
El Puente das Carvalhas es un antiguo puente ferroviario de la línea del Támega, en Portugal.

## Características
El puente presenta un tablero plano, asegurado por cuatro arcos plenos, con guardias hechas en piedra; el tablero contiene un piso en granito y paseos sobre-elevados.

## Historia
La estructura fue inaugurada, junto con el tramo entre Chapa y Celorico de Basto de la línea del Támega, el 20 de marzo de 1932; la ceremonia de inauguración incluyó una visita al puente.
Debido a la reducida utilización, el tramo entre las estaciones de Amarante y Arco de Baúlhe, en el cual se encontraba esta estructura, fue cerrado al tráfico el 1 de enero de 1990.